# Осетинская, Елизавета Николаевна
Елизаве́та Никола́евна Осети́нская (род. 3 мая 1977, Москва) — российская журналистка, теле- и радиоведущая, медиаменеджер. В 2002—2004 годах — заместитель редактора, в 2004—2007 — шеф-редактор, в 2007—2010 — главный редактор газеты, в 2010—2011 — главный редактор сайта издания «Ведомости». С 2011 по 2013 год — главный редактор журнала Forbes в России. С 2014 по 2016 год — шеф-редактор РБК. Ранее работала корреспондентом и обозревателем в газетах «Ведомости», «Сегодня» и РБК.
В 2017 году основала интернет-издание The Bell. В том же году начала вести канал на YouTube «Русские норм!» (впоследствии переименован в «Это Осетинская!»).

## Биография
Родилась 3 мая 1977 года в Москве. Её отец, Николай Иосифович Осетинский, более тридцати лет преподавал в Институте нефти и газа имени Губкина. В 1994 году она окончила гимназию № 1543 на юго-западе Москвы, а в 1998 году стала выпускницей экономического факультета МГУ.

### Карьера
С 1995 по 1997 год, во время учёбы в университете, Осетинская работала корреспондентом информационного агентства «Росбизнесконсалтинг». С февраля 1997 по октябрь 1999 года была корреспондентом экономического отдела, обозревателем газеты «Сегодня», а также писала для журнала «Итоги».
В ноябре 1999 года, через два месяца после создания газеты «Ведомости», Осетинская перешла на работу в это издание. В мае 2000 года она была назначена заместителем редактора отдела «Индустрия/энергоресурсы» и уже в 2001 году возглавила его. В мае 2002 года Осетинская стала заместителем главного редактора «Ведомостей», в этом качестве курировала блок «Компании и рынки».
В сентябре 2004 года Осетинская была назначена шеф-редактором газеты «Ведомости». По сведениям СМИ, в период, когда её подруга Татьяна Лысова находилась в декретном отпуске (до мая 2005 года), Осетинская замещала её на посту главного редактора издания.
В 2005 году Осетинская получила диплом МВА совместной программы Академии народного хозяйства и Кингстонского университета. По словам Татьяны Лысовой, в своей дипломной работе Осетинская рассматривала вопрос, влияет ли ухудшение ситуации со свободой слова в стране «на прибыльность газетного дела». «Она проводила исследование, вроде как получается, что не влияет», — сообщала Лысова.
Пресса писала о работе Осетинской на радио и телевидении. Весной 2005 года она начала вести программу «Большой дозор» — совместный проект радиостанции «Эхо Москвы» и «Ведомостей». Осенью 2005 года Осетинская выступила одним из экспертов в передаче политолога Глеба Павловского «Реальная политика» на НТВ под псевдонимом «Миссис Каранд’Аш». В ней она — «вся в розовом, за прозрачным столом» — подводила экономические итоги недели. Передачу критиковали в прессе, а оппозиционное движение «Мы» даже посвятило ей акцию протеста, утверждая, что создатели «Реальной политики» «пытаются подавить демократию и навязать телезрителям культ Кремля». Однако в проекте Осетинская участвовала недолго, по данным СМИ, покинув его уже к декабрю 2005 года. В 2007 году соавтор передачи Максим Кононенко объяснил уход Осетинской из программы: по его словам, «Ведомости» не захотели, чтобы журналистка стала лицом газеты на телевидении. При этом в своём блоге Кононенко прямо указывал, что участвовать в программе «Реальная политика» Осетинской запретила лично Лысова.
С марта 2007 года по февраль 2010 года Осетинская была главным редактором газеты «Ведомости». На этой должности она заменила Лысову, ставшую управляющим директором ЗАО «Бизнес Ньюс Медиа», издателя «Ведомостей» и журнала SmartMoney (закрыт в мае 2009 года).
В ноябре 2009 года разгорелся конфликт между газетой «Ведомости» и компанией «РУСАЛ» Олега Дерипаски. Газета, редакцию которой возглавляла Осетинская, опубликовала данные, свидетельствовавшие об убытках компании в 5,98 миллиардов долларов за 2008 год и 720 миллионов долларов за первую половину 2009 года. По мнению адвокатов «РУСАЛа», эти сведения содержали коммерческую тайну, и их разглашение было незаконным, Осетинская же заявляла, что данные были получены абсолютно легальным путём. По её словам, сотрудники газеты подвергались давлению: юристы требовали от них раскрытия источников информации, несмотря на то что закон о СМИ прямо запрещает журналистам делать это, а также предлагали вообще прекратить публиковать материалы о бизнесе «РУСАЛа». После выступлений Осетинской руководство Профсоюза работников СМИ направило открытое письмо Дерипаске с осуждением его позиции и недопустимости давления на журналистов со стороны бизнес-структур. В дальнейшем в «Ведомостях» и в других российских СМИ продолжали появляться статьи о деятельности компаний бизнесмена, в том числе и «РУСАЛа».
В марте 2010 года Осетинская ушла с поста главного редактора газеты, куда вновь вернулась Лысова, которая к тому времени, по сведениям прессы, уже почти год де-факто руководила выпуском газеты, поэтому её назначение носило «технический» характер. Тогда же Осетинская возглавила сайт Vedomosti.ru. Сама она определяла этот переход не как понижение или повышение, а как «продвижение на самое интересное направление».
В середине марта 2011 года, когда Максим Кашулинский ушёл c поста главного редактора русской версии журнала Forbes, в прессе появились слухи, что вместо него на эту должность будет назначена Осетинская. 6 апреля на сайте издательства Axel Springer Russia, владевшего журналом Forbes, появилось официальное сообщение о том, что Елизавета Осетинская станет главредом этого делового журнала с 16 мая 2011 года. Впоследствии сама Осетинская уточняла, что за ней были закреплены «все издания под брендом Forbes, в том числе и общее руководство сайтом». Отмечалось, что новое назначение медиаменеджер восприняла с энтузиазмом: называя русский Forbes одним «из немногих качественных изданий в России», она заявила, что собирается сделать журнал ещё лучше.
C 16 мая 2011 года по 31 декабря 2013 года — главный редактор русской версии журнала Forbes.
С 15 января 2014 года по 13 мая 2016 года — шеф-редактор РБК. В интервью Financial Times Осетинская заявила, что увольнение её и других топ-менеджеров РБК связано с публикацией материалов на основании панамского досье.
В апреле 2016 года Осетинская стала стипендиатом престижной международной программы Стэнфордского университета «Инновации в журналистике». После окончания учёбы в Стэнфорде Осетинская получила ещё одну стипендию по программе расследовательской журналистики (The Investigative Reporting Program) в Калифорнийском университете в Беркли. Она заявила, что планирует заняться расследованиями, посвящёнными России.
В июне 2017 года Осетинская основала новостное издание The Bell («Колокол»), действующее как рассылка по электронной почте и интернет-издание.
С 2017 года ведёт на YouTube-канал «Русские Норм» с интервью с известными бизнесменами, руководителями и эмигрантами из современной России. В 2023 году канал переименован в «Это Осетинская», так как по словам Осетинской, «старое название теперь ассоциируется с имперскостью, и я не хочу в этом дискурсе участвовать».
1 апреля 2022 года Минюст России внёс Осетинскую, а также Ирину Малкову, главного редактора издаваемого Осетинской The Bell, в реестр СМИ — «иностранных агентов».